# A&D Pharma
A&D Pharma este cel mai mare grup farmaceutic din România, activând în domeniul distribuției și retailului farmaceutic.
Grupul a fost fondat în anul 1994 și cuprinde companiile Mediplus - cu activitate de distribuție, Sensiblu - rețea națională de farmacii și A&D Pharma Marketing& Sales - divizie de promovare și comercializare a produselor din domeniul farmaceutic. La începutul anului 2013, echipa A&D Pharma număra peste 4000 de angajați în toată țara.
A&D Pharma este parte a Dr. Max Group.

## Informații financiare[2]
| Ani  | Venituri   | Cheltuieli | Profit    | Inventar  | Rezerve  | Creanțe    | Datorii    | Banca și numerar | Angajați |
| ---- | ---------- | ---------- | --------- | --------- | -------- | ---------- | ---------- | ---------------- | -------- |
| 2021 | 4698818979 | 4621320845 | 79128223  | 385622574 | 17280034 | 1650372250 | 1890395216 | 41646393         | 1006     |
| 2020 | 4439303423 | 4309986644 | 128322972 | 362304385 | 11120460 | 1503081672 | 1875971606 | 127645421        | 1008     |
| 2019 | 4055915926 | 4039618846 | 20392986  | 447701714 | 0        | 1552797113 | 2472995454 | 156310764        | 1027     |
| 2018 | 3983057368 | 3915284012 | 72504508  | 356871292 | 0        | 1591778096 | 2367247605 | 94607713         | 1021     |
| 2017 | 3909807426 | 3856565564 | 57562338  | 389652364 | 0        | 1644382134 | 2544099192 | 124761334        | 1002     |
| 2016 | 4014291341 | 3896940019 | 119020541 | 337806294 | 0        | 1436692023 | 2365268411 | 232272620        | 949      |